# Convoi no 26 du 31 juillet 1944
Le convoi no 26 du 31 juillet 1944 est le vingt-huitième convoi de déportation à quitter, au cours de la Seconde Guerre mondiale, le territoire belge en direction d'Auschwitz-Birkenau,.
Le convoi XXVI comportait 563 déportés : 295 hommes, 268 femmes, dont 32 enfants de moins de seize ans.
Le plus jeune du convoi XXVI, Mireille Lemel, avait quatre mois.
186 personnes survivront à leur déportation dont Paul Sobol. « "Issu d'une famille ouvrière d'origine juive polonaise, Paul Sobol a passé son enfance à Bruxelles. En 1940, les Allemands envahissent la Belgique. Peu après le débarquement des Alliés en juin 1944, sa famille est dénoncée et arrêtée par la Gestapo. Paul est déporté à Auschwitz- Birkenau où il parvient à s'organiser pour survivre. En 1945, les Allemands évacuent les camps de Pologne vers l'Allemagne et contraignent les déportés à une « marche de la mort ». Les survivants sont ensuite parqués dans des wagons bondés, en partance pour Dachau. Profitant d'un bombardement allié, Paul prend la fuite. Il trouve refuge dans un village libéré par les Américains le 1er mai. Revenu des camps avec sa sœur et laissant derrière lui ses parents et son frère, il a réussi l'exploit de conserver, tout au long de son calvaire, la photo d'une jeune fille qui deviendra son épouse après la guerre." ».